# 鎌谷悠希
鎌谷悠希（6月22日—）是日本第三性漫畫家。住在廣島縣福山市。
於月刊GFantasy（Square Enix）2000年7月號刊載「華屋」（第二回新世紀漫畫賞入選作品），作為「釜谷悠希」初次亮相，2003年4月改成現在的筆名。

## 作品列表

### 單行本
- 少年筆記本（ Days of Evanescence）全8卷（講談社〈Morning・two〉2010年11月開始連載）東販出版社出版
- 隱王全14卷、尖端出版
  - 月刊GFantasy2004年6月號～2010年9月號
  - 平成17年度日本新媒體動漫藝術節[2]（漫畫部門）審查委員會推薦作品。
- - 華屋（初出：月刊GFantasy2000年7月號）
  - （初出：月刊GFantasy2000年10月號）
  - （初出：月刊GFantasy2001年6月號）
  - （初出：月刊GFantasy2001年9月號）
  - （初出：月刊GFantasy2002年1月號）
  - We are Warlock.（初出：月刊GFantasy2001年11月號）
  - Lamp Shade（初出：2002年5月号）
  - 宿宮司（初出：月刊GFantasy2002年7月號）
- （單行本未收錄）
  - 月刊GFantasy2002年12月號～（刊載到5話）
- （『ヒバナ』2015年4月号 - 2017年9月号→『裏サンデー』・『マンガワン』2018年1月 - 5月、全4巻）
- 觸不可及的旅途盡頭（ヒラエスは旅路の果て）（『モーニング・ツー』2020年12号 - 2022年7号、全3巻）東立出版

### 選集
- Star Ocean The Second Story 第六集（2001年1月27日發行）
- Xenosaga EPISODE I 第一集 「感謝日」（2002年8月27日發行）
- Star Ocean The Second Story 第十一集（2002年10月27日發行）
- Final Fantasy Crystal Chronicles 第一集（2004年4月27日發行）
- 柴田亞美默認海賊本偽PAPUWA「Special Illustration&Free Talk」（2004年9月22日發行）
- 刀劍亂舞-ONLINE-精選漫畫～刀劍男士幕間劇～（2015年8月27日發行）[3]

## 外部連結
- 烏羽 （页面存档备份，存于）（鎌谷悠希官方網站）